# Fredrik Victor af Klint
Fredrik Victor af Klint, född den 19 september 1822 på Hanmora gård i Adelsö socken, Stockholms län, död den 9 augusti 1898 på Tofta gård i samma socken, var en svensk sjömilitär. Han var son till Gustaf af Klint och far till Gustaf af Klint och Hilma af Klint.
af Klint blev sekundlöjtnant vid flottan 1845, premiärlöjtnant 1853 och kaptenlöjtnant 1860. Han tjänstgjorde i Sjökartekontoret 1849–1855 och var extra lärare vid Krigsakademien 1854–1858, ordinarie lärare där 1858–1868. af Klint överflyttades som kapten till Flottans nya reservstat 1866. Han befordrades till kommendörkapten av första graden 1875 och till kommendör 1890. af Klint var inspektör för navigationsskolorna i riket 1868–1890. Han invaldes som ledamot av Krigsvetenskapsakademiens andra klass 1870 och som ledamot av Örlogsmannasällskapet 1876. af Klint blev riddare av Svärdsorden 1869 och av Nordstjärneorden 1878. Han vilar på Galärvarvskyrkogården i Stockholm.